# Barcani
Barcani é uma comuna romena localizada no distrito de Covasna, na região histórica da Transilvânia. A comuna possui uma área de 57.40 km² e sua população era de 3987 habitantes segundo o censo de 2007.